# Neuvième circonscription de la Loire-Atlantique
La neuvième circonscription de la Loire-Atlantique est l'une des dix circonscriptions législatives françaises que compte le département de la Loire-Atlantique.

## La circonscription depuis 1986

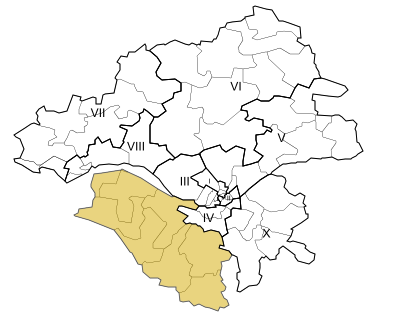
Localisation de la circonscription en 1986.

### Description géographique et démographique

#### Composition géographique
La neuvième circonscription de la Loire-Atlantique a été créée par la loi no 86-1197 du 24 novembre 1986
.
Avant le découpage de 1986, la circonscription du Pays de Retz était la huitième circonscription de la Loire-Atlantique.
Le découpage de la circonscription n'a pas été modifié par le redécoupage des circonscriptions législatives françaises de 2010.
Elle représente géographiquement la majeure partie de l'ancien pays de Retz historique, et regroupait alors, avant 2015, les cantons suivants :
- Canton de Bourgneuf-en-Retz
- Canton de Legé
- Canton de Machecoul
- Canton de Paimbœuf
- Canton du Pellerin
- Canton de Pornic
- Canton de Saint-Père-en-Retz
- Canton de Saint-Philbert-de-Grand-Lieu.

En effet, depuis 2015 et le redécoupage des cantons, la circonscription ne comprend plus la totalité des communes de chaque canton.
La composition de la neuvième circonscription par commune est donc la suivante :
| Nom                          | Code Insee | Intercommunalité             | Superficie (km2) | Population (dernière pop. légale) | Densité (hab./km2) |
| ---------------------------- | ---------- | ---------------------------- | ---------------- | --------------------------------- | ------------------ |
| Chaumes-en-Retz              | 44005      | CA Pornic Agglo Pays de Retz | 76,55            | 6 595 (2014)                      | 86                 |
| Chauvé                       | 44038      | CA Pornic Agglo Pays de Retz | 40,98            | 2 699 (2014)                      | 66                 |
| Cheix-en-Retz                | 44039      | CA Pornic Agglo Pays de Retz | 8,34             | 1 008 (2014)                      | 121                |
| Corcoué-sur-Logne            | 44156      | CC Sud Retz Atlantique       | 50,39            | 2 767 (2014)                      | 55                 |
| Corsept                      | 44046      | CC du Sud Estuaire           | 23,62            | 2 707 (2014)                      | 115                |
| Frossay                      | 44061      | CC du Sud Estuaire           | 57,22            | 3 158 (2014)                      | 55                 |
| La Bernerie-en-Retz          | 44012      | CA Pornic Agglo Pays de Retz | 6,09             | 2 723 (2014)                      | 447                |
| La Chevrolière               | 44041      | CC de Grand Lieu             | 32,56            | 5 326 (2014)                      | 164                |
| La Limouzinière              | 44083      | CC de Grand Lieu             | 29,54            | 2 373 (2014)                      | 80                 |
| La Marne                     | 44090      | CC Sud Retz Atlantique       | 17,80            | 1 406 (2014)                      | 79                 |
| La Montagne                  | 44101      | Nantes Métropole             | 3,64             | 5 995 (2014)                      | 1 647              |
| La Plaine-sur-Mer            | 44126      | CA Pornic Agglo Pays de Retz | 16,39            | 4 018 (2014)                      | 245                |
| Le Pellerin                  | 44120      | Nantes Métropole             | 30,65            | 4 841 (2014)                      | 158                |
| Legé                         | 44081      | CC Sud Retz Atlantique       | 63,32            | 4 490 (2014)                      | 71                 |
| Les Moutiers-en-Retz         | 44106      | CA Pornic Agglo Pays de Retz | 9,58             | 1 565 (2014)                      | 163                |
| Machecoul-Saint-Même         | 44087      | CC Sud Retz Atlantique       | 84,89            | 7 315 (2014)                      | 86                 |
| Paimbœuf                     | 44116      | CC du Sud Estuaire           | 2,00             | 3 254 (2014)                      | 1 627              |
| Paulx                        | 44119      | CC Sud Retz Atlantique       | 35,92            | 1 965 (2014)                      | 55                 |
| Pornic                       | 44131      | CA Pornic Agglo Pays de Retz | 94,18            | 14 578 (2014)                     | 155                |
| Port-Saint-Père              | 44133      | CA Pornic Agglo Pays de Retz | 32,57            | 2 877 (2014)                      | 88                 |
| Préfailles                   | 44136      | CA Pornic Agglo Pays de Retz | 4,88             | 1 212 (2014)                      | 248                |
| Rouans                       | 44145      | CA Pornic Agglo Pays de Retz | 37,73            | 2 807 (2014)                      | 74                 |
| Saint-Brevin-les-Pins        | 44154      | CC du Sud Estuaire           | 19,29            | 13 210 (2014)                     | 685                |
| Saint-Colomban               | 44155      | CC de Grand Lieu             | 35,72            | 3 268 (2014)                      | 91                 |
| Saint-Étienne-de-Mer-Morte   | 44157      | CC Sud Retz Atlantique       | 27,33            | 1 650 (2014)                      | 60                 |
| Saint-Hilaire-de-Chaléons    | 44164      | CA Pornic Agglo Pays de Retz | 34,98            | 2 197 (2014)                      | 63                 |
| Saint-Jean-de-Boiseau        | 44166      | Nantes Métropole             | 11,40            | 5 508 (2014)                      | 483                |
| Saint-Lumine-de-Coutais      | 44174      | CC de Grand Lieu             | 17,64            | 2 058 (2014)                      | 117                |
| Saint-Mars-de-Coutais        | 44178      | CC Sud Retz Atlantique       | 34,67            | 2 617 (2014)                      | 75                 |
| Saint-Michel-Chef-Chef       | 44182      | CA Pornic Agglo Pays de Retz | 25,12            | 4 627 (2014)                      | 184                |
| Saint-Père-en-Retz           | 44187      | CC du Sud Estuaire           | 62,72            | 4 350 (2014)                      | 69                 |
| Saint-Philbert-de-Grand-Lieu | 44188      | CC de Grand Lieu             | 58,81            | 8 708 (2014)                      | 148                |
| Saint-Viaud                  | 44192      | CC du Sud Estuaire           | 32,63            | 2 360 (2014)                      | 72                 |
| Sainte-Pazanne               | 44186      | CA Pornic Agglo Pays de Retz | 41,56            | 6 371 (2014)                      | 153                |
| Touvois                      | 44206      | CC Sud Retz Atlantique       | 39,21            | 1 746 (2014)                      | 45                 |
| Villeneuve-en-Retz           | 44021      | CA Pornic Agglo Pays de Retz | 73,68            | 4 880 (2014)                      | 66                 |
| Vue                          | 44220      | CA Pornic Agglo Pays de Retz | 19,51            | 1 590 (2014)                      | 81                 |

#### Démographie
D'après le recensement général de la population en 1999, réalisé par l'Institut national de la statistique et des études économiques (INSEE), la population totale de cette circonscription est estimée à 111 843 habitants,. En 2013, toujours d'après l'INSEE, la population était de 148 647 habitants.

### Historique des députations
| Législature | Début de mandat | Fin de mandat  | Député            | Parti politique | Observations                                                                           |
| ----------- | --------------- | -------------- | ----------------- | --------------- | -------------------------------------------------------------------------------------- |
| IXe         | 23 juin 1988    | 1er avril 1993 | Lucien Richard    | RPR             |                                                                                        |
| Xe          | 2 avril 1993    | 21 avril 1997  | Pierre Hériaud,   | UDF,            | Mandat écourté à la suite d'une dissolution parlementaire décidée par Jacques Chirac.  |
| XIe         | 12 juin 1997    | 18 juin 2002   | Pierre Hériaud,   | UDF,            |                                                                                        |
| XIIe        | 19 juin 2002    | 19 juin 2007   | Pierre Hériaud,   | UMP,            |                                                                                        |
| XIIIe       | 20 juin 2007    | 19 juin 2012   | Philippe Boënnec  | UMP             |                                                                                        |
| XIVe        | 20 juin 2012    | 20 juin 2017   | Monique Rabin     | PS              |                                                                                        |
| XVe         | 21 juin 2017    | 21 juin 2022   | Yannick Haury     | LREM            |                                                                                        |
| XVIe        | 22 juin 2022    | 9 juin 2024    | Yannick Haury     | RE              | Mandat écourté à la suite d'une dissolution parlementaire décidée par Emmanuel Macron. |
| XVIIe       | 8 juillet 2024  | En cours       | Jean-Michel Brard | DVD             |                                                                                        |

### Historique des élections

#### Élections de 1988
|                | Lucien Richard sortant réélu | RPR (URC)      | 24 668 | 53,56  |  |  |  |
|                | Camille Durand               | PS             | 16 045 | 34,83  |  |  |  |
|                | Thierry Monvoisin            | FN             | 3 219  | 6,99   |  |  |  |
|                | Alain Tessier                | PCF            | 2 129  | 4,62   |  |  |  |
|                |                              |                |        |        |  |  |  |
| Inscrits       | Inscrits                     | Inscrits       | 69 800 | 100,00 |  |  |  |
| Abstentions    | Abstentions                  | Abstentions    | 22 587 | 32,36  |  |  |  |
| Votants        | Votants                      | Votants        | 47 213 | 67,64  |  |  |  |
| Blancs et nuls | Blancs et nuls               | Blancs et nuls | 1 152  | 2,44   |  |  |  |
| Exprimés       | Exprimés                     | Exprimés       | 46 061 | 97,56  |  |  |  |

Le suppléant de Lucien Richard était Robert Girard, Vice-Président du Conseil régional, Vice-Président du Conseil général, maire de La Marne.

#### Élections de 1993
| Candidat       | Candidat            | Parti          | Premier tour | Premier tour | Second tour | Second tour |  |
| Candidat       | Candidat            | Parti          | Voix         | %            | Voix        | %           |  |
| -------------- | ------------------- | -------------- | ------------ | ------------ | ----------- | ----------- |  |
|                | Jean-Raymond Audion | RPR            | 15 858       | 31,57        | 19 390      | 46,99       |  |
|                | Pierre Hériaud élu  | UDF (CDS)      | 12 092       | 24,07        | 21 874      | 53,01       |  |
|                | Camille Durand      | PS (ADFP)      | 6 676        | 13,29        |             |             |  |
|                | Thierry Monvoisin   | FN             | 4 436        | 8,83         |             |             |  |
|                | Joseph Groppi       | Les Verts (EÉ) | 3 777        | 7,52         |             |             |  |
|                | Philippe Caillaud   | Divers droite  | 3 633        | 7,23         |             |             |  |
|                | Claudine Morel      | PCF            | 1 788        | 3,56         |             |             |  |
|                | Jeanine Paraux      | LT-LNÉ         | 1 117        | 2,22         |             |             |  |
|                | Gilles Berthelot    | MDC            | 512          | 1,02         |             |             |  |
|                | Charles Genaudeau   | PLN            | 350          | 0,7          |             |             |  |
|                |                     |                |              |              |             |             |  |
| Inscrits       | Inscrits            | Inscrits       | 73 311       | 100,00       | 73 301      | 100,00      |  |
| Abstentions    | Abstentions         | Abstentions    | 19 970       | 27,24        | 25 478      | 34,76       |  |
| Votants        | Votants             | Votants        | 53 341       | 72,76        | 47 823      | 65,24       |  |
| Blancs et nuls | Blancs et nuls      | Blancs et nuls | 3 102        | 5,82         | 6 559       | 13,72       |  |
| Exprimés       | Exprimés            | Exprimés       | 50 239       | 94,18        | 41 264      | 86,28       |  |

Le suppléant de Pierre Hériaud était Michel Lepri, DVD, cadre commercial, adjoint au maire de Saint-Philbert-de-Grand-Lieu.

#### Élections de 1997
| Candidat       | Candidat                     | Parti             | Premier tour | Premier tour | Second tour | Second tour |  |
| Candidat       | Candidat                     | Parti             | Voix         | %            | Voix        | %           |  |
| -------------- | ---------------------------- | ----------------- | ------------ | ------------ | ----------- | ----------- |  |
|                | Pierre Hériaud sortant réélu | UDF (FD)          | 20 949       | 41,49        | 28 550      | 55,92       |  |
|                | Yanick Lebeaupin             | PS                | 12 966       | 25,68        | 22 508      | 44,08       |  |
|                | Thierry Monvoisin            | FN                | 5 709        | 11,31        |             |             |  |
|                | Catherine Dein               | LDI (MPF)         | 3 016        | 5,97         |             |             |  |
|                | Claudine Morel               | PCF               | 2 909        | 5,76         |             |             |  |
|                | Raymond Leduc                | Divers écologiste | 2 318        | 4,59         |             |             |  |
|                | Jean-Jacques Marchand        | MÉI               | 1 316        | 2,61         |             |             |  |
|                | Geneviève Bonardel           | US4J              | 1 041        | 2,06         |             |             |  |
|                | Charles Genaudeau            | PLN               | 263          | 0,52         |             |             |  |
|                |                              |                   |              |              |             |             |  |
| Inscrits       | Inscrits                     | Inscrits          | 76 078       | 100,00       | 76 069      | 100,00      |  |
| Abstentions    | Abstentions                  | Abstentions       | 21 934       | 28,83        | 21 756      | 28,6        |  |
| Votants        | Votants                      | Votants           | 54 144       | 71,17        | 54 313      | 71,4        |  |
| Blancs et nuls | Blancs et nuls               | Blancs et nuls    | 3 657        | 6,75         | 3 255       | 5,99        |  |
| Exprimés       | Exprimés                     | Exprimés          | 50 487       | 93,25        | 51 058      | 94,01       |  |

Le suppléant de Pierre Hériaud était Michel Lepri, maire de Saint-Philbert-de-Grand-Lieu.

#### Élections de 2002
| Candidat       | Candidat                     | Parti            | Premier tour | Premier tour | Second tour | Second tour |  |
| Candidat       | Candidat                     | Parti            | Voix         | %            | Voix        | %           |  |
| -------------- | ---------------------------- | ---------------- | ------------ | ------------ | ----------- | ----------- |  |
|                | Pierre Hériaud sortant réélu | UMP              | 24 780       | 44,09        | 30 001      | 58,89       |  |
|                | Monique Rabin                | PS               | 14 360       | 25,55        | 20 941      | 41,11       |  |
|                | Marguerite Lussaud           | FN               | 4 123        | 7,34         |             |             |  |
|                | Jean-Louis Bernié            | CPNT             | 3 701        | 6,58         |             |             |  |
|                | Patricia Cormerais           | Les Verts        | 2 179        | 3,88         |             |             |  |
|                | Catherine Beaulieu           | MPF              | 1 353        | 2,41         |             |             |  |
|                | Michel Moinier               | LCR              | 1 245        | 2,21         |             |             |  |
|                | Andrée Supiot                | Divers           | 1 206        | 2,15         |             |             |  |
|                | Claudine Morel               | PCF              | 1 006        | 1,79         |             |             |  |
|                | Annie Hervo                  | LO               | 944          | 1,68         |             |             |  |
|                | Jean-Claude Gobin            | MNR              | 539          | 0,96         |             |             |  |
|                | Jean Quintin                 | UDB              | 500          | 0,89         |             |             |  |
|                | Alain Lécuyer                | Divers           | 273          | 0,49         |             |             |  |
|                | Patrick Perrin               | Pôle républicain | 0            | 0            |             |             |  |
|                |                              |                  |              |              |             |             |  |
| Inscrits       | Inscrits                     | Inscrits         | 86 229       | 100,00       | 86 230      | 100,00      |  |
| Abstentions    | Abstentions                  | Abstentions      | 28 742       | 33,33        | 33 522      | 38,88       |  |
| Votants        | Votants                      | Votants          | 57 487       | 66,67        | 52 708      | 61,12       |  |
| Blancs et nuls | Blancs et nuls               | Blancs et nuls   | 1 278        | 2,22         | 1 766       | 3,35        |  |
| Exprimés       | Exprimés                     | Exprimés         | 56 209       | 97,78        | 50 942      | 96,65       |  |

Le suppléant de Pierre Hériaud était Joseph Thomas, ingénieur spécialiste des problèmes agricoles, maire de Port-Saint-Père, conseiller général du canton du Pellerin.

#### Élections de 2007
| Candidat       | Candidat                 | Parti          | Premier tour | Premier tour | Second tour | Second tour |  |
| Candidat       | Candidat                 | Parti          | Voix         | %            | Voix        | %           |  |
| -------------- | ------------------------ | -------------- | ------------ | ------------ | ----------- | ----------- |  |
|                | Philippe Boënnec élu     | UMP            | 25 748       | 40,91        | 31 711      | 53          |  |
|                | Monique Rabin            | PS             | 17 426       | 27,68        | 28 120      | 47          |  |
|                | Alain Guillon            | UDF–MoDem      | 5 806        | 9,22         |             |             |  |
|                | Dominique Pilet          | CPNT           | 2 044        | 3,25         |             |             |  |
|                | Élise Faucheux           | LCR            | 1 883        | 2,99         |             |             |  |
|                | Patricia Cormerais-Dupré | Les Verts      | 1 778        | 2,82         |             |             |  |
|                | Marguerite Lussaud       | FN             | 1 595        | 2,53         |             |             |  |
|                | Bernard Revel            | Divers droite  | 1 568        | 2,49         |             |             |  |
|                | Jean-François Cosse      | Divers droite  | 1 454        | 2,31         |             |             |  |
|                | Hervé Beaulieu           | MPF            | 1 349        | 2,14         |             |             |  |
|                | Michèle Picaud           | PCF            | 912          | 1,45         |             |             |  |
|                | Alain Bouyer             | MÉI            | 785          | 1,25         |             |             |  |
|                | Annie Hervo              | LO             | 597          | 0,95         |             |             |  |
|                |                          |                |              |              |             |             |  |
| Inscrits       | Inscrits                 | Inscrits       | 99 468       | 100,00       | 99 467      | 100,00      |  |
| Abstentions    | Abstentions              | Abstentions    | 35 204       | 35,39        | 37 779      | 37,98       |  |
| Votants        | Votants                  | Votants        | 64 264       | 64,61        | 61 688      | 62,02       |  |
| Blancs et nuls | Blancs et nuls           | Blancs et nuls | 1 319        | 2,05         | 1 857       | 3,01        |  |
| Exprimés       | Exprimés                 | Exprimés       | 62 945       | 97,95        | 59 831      | 96,99       |  |

#### Élections de 2012
| Candidat       | Candidat                 | Parti                    | Premier tour | Premier tour | Second tour | Second tour |  |
| Candidat       | Candidat                 | Parti                    | Voix         | %            | Voix        | %           |  |
| -------------- | ------------------------ | ------------------------ | ------------ | ------------ | ----------- | ----------- |  |
|                | Monique Rabin élue       | PS                       | 25 278       | 37,99        | 34 799      | 53,26       |  |
|                | Philippe Boënnec sortant | UMP                      | 24 626       | 37,01        | 30 537      | 46,74       |  |
|                | Marguerite Lussaud       | RBM (FN)                 | 6 239        | 9,38         |             |             |  |
|                | Gauthier Lorthiois       | FG (PCF) (Divers gauche) | 2 683        | 4,03         |             |             |  |
|                | Mahel Coppey             | EÉLV (UDB)               | 2 300        | 3,46         |             |             |  |
|                | Philippe Fintoni         | CpF (MoDem)              | 1 673        | 2,51         |             |             |  |
|                | Jean-Michel Pollono      | CNIP                     | 1 473        | 2,21         |             |             |  |
|                | Stéphanie de Guerines    | MPF                      | 491          | 0,74         |             |             |  |
|                | Dominique Potier         | DLR                      | 439          | 0,66         |             |             |  |
|                | Sylvie Chaiffre          | LT-LNÉ                   | 391          | 0,59         |             |             |  |
|                | Annie Hervo              | LO                       | 376          | 0,57         |             |             |  |
|                | Jean-Yves Renouf         | MÉI                      | 325          | 0,49         |             |             |  |
|                | Maurice Giraudeau        | AÉI                      | 244          | 0,37         |             |             |  |
|                |                          |                          |              |              |             |             |  |
| Inscrits       | Inscrits                 | Inscrits                 | 107 736      | 100,00       | 107 719     | 100,00      |  |
| Abstentions    | Abstentions              | Abstentions              | 40 115       | 37,23        | 40 373      | 37,48       |  |
| Votants        | Votants                  | Votants                  | 67 621       | 62,77        | 67 346      | 62,52       |  |
| Blancs et nuls | Blancs et nuls           | Blancs et nuls           | 1 083        | 1,6          | 2 010       | 2,98        |  |
| Exprimés       | Exprimés                 | Exprimés                 | 66 538       | 98,4         | 65 336      | 97,02       |  |

#### Élections de 2017
Les élections législatives françaises de 2017 ont lieu les dimanches 11 et 18 juin 2017.
|                                                                                     |                                                                       |                           |                           |                          |                          |
|                                                                                     |                                                                       | Premier tour 11 juin 2017 | Premier tour 11 juin 2017 | Second tour 18 juin 2017 | Second tour 18 juin 2017 |
|                                                                                     |                                                                       |                           |                           |                          |                          |
|                                                                                     |                                                                       | Nombre                    | % des inscrits            | Nombre                   | % des inscrits           |
| Inscrits                                                                            | Inscrits                                                              | 117 881                   | 100,00                    | 117 872                  | 100,00                   |
| Abstentions                                                                         | Abstentions                                                           | 53 941                    | 45,76                     | 57 554                   | 57,31                    |
| Votants                                                                             | Votants                                                               | 63 940                    | 54,24                     | 50 318                   | 42,69                    |
|                                                                                     |                                                                       |                           | % des votants             |                          | % des votants            |
| Bulletins blancs                                                                    | Bulletins blancs                                                      | 886                       | 1,39                      | 5 032                    | 10,00                    |
| Bulletins nuls                                                                      | Bulletins nuls                                                        | 462                       | 0,72                      | 1 902                    | 3,78                     |
| Suffrages exprimés                                                                  | Suffrages exprimés                                                    | 62 592                    | 97,89                     | 43 384                   | 86,22                    |
|                                                                                     |                                                                       |                           |                           |                          |                          |
| Candidat Étiquette politique (partis et alliances)                                  | Candidat Étiquette politique (partis et alliances)                    | Voix                      | % des exprimés            | Voix                     | % des exprimés           |
|                                                                                     |                                                                       |                           |                           |                          |                          |
|                                                                                     | Yannick Haury Mouvement démocrate (La République en marche !)         | 23 096                    | 36,90                     | 28 208                   | 65,02                    |
|                                                                                     | Claire Hugues Les Républicains (Union des démocrates et indépendants) | 9 560                     | 15,27                     | 15 176                   | 34,98                    |
|                                                                                     | Monique Rabin (députée sortante) Divers gauche (Parti socialiste)     | 8 291                     | 13,25                     |                          |                          |
|                                                                                     | Jean-Marie Cosson La France insoumise                                 | 8 227                     | 13,14                     |                          |                          |
|                                                                                     | Jean-Luc Javel Front national                                         | 6 478                     | 10,35                     |                          |                          |
|                                                                                     | Corine Guignard Europe Écologie Les Verts                             | 2 379                     | 3,80                      |                          |                          |
|                                                                                     | Christophe Grandet Divers gauche                                      | 1 578                     | 2,52                      |                          |                          |
|                                                                                     | Christian Boisteau Debout la France                                   | 932                       | 1,49                      |                          |                          |
|                                                                                     | Françoise Godard Parti communiste français                            | 461                       | 0,74                      |                          |                          |
|                                                                                     | Annie Hervo Lutte ouvrière                                            | 429                       | 0,69                      |                          |                          |
|                                                                                     | Karol Dolu Régionaliste (Parti breton)                                | 368                       | 0,59                      |                          |                          |
|                                                                                     | Isabelle Marzin Régionaliste (Oui la Bretagne)                        | 352                       | 0,56                      |                          |                          |
|                                                                                     | Lionel Garcia Divers (Union populaire républicaine)                   | 279                       | 0,45                      |                          |                          |
|                                                                                     | Delphine Boulois Divers gauche (Hexagone)                             | 162                       | 0,26                      |                          |                          |
| Source : Ministère de l'Intérieur - Neuvième circonscription de la Loire-Atlantique |                                                                       |                           |                           |                          |                          |

#### Élections de 2022
| Résultats des élections législatives des 12 et 19 juin 2022 de la 9e circonscription de la Loire-Atlantique |                          |                          |                          |              |              |             |             |
| Candidat | Candidat                 | Parti et coalition       | Nuances                  | Premier tour | Premier tour | Second tour | Second tour |
| Candidat | Candidat                 | Parti et coalition       | Nuances                  | Voix         | %            | Voix        | %           |
| | Hélène Macon,            | POI (NUPES)              | NUP                      | 18 334       | 28,60        | 27 908      | 46,88       |
| | Yannick Haury            | LREM (ENS)               | ENS                      | 16 449       | 25,59        | 31 625      | 53,12       |
| | Bastian Maldiney         | RN                       | RN                       | 11 358       | 17,67        |             |             |
| | Paul Brounais            | HOR diss.                | DVC                      | 7 341        | 11,42        |             |             |
| | Alain Le Coz             | UDI (UDC)                | UDI                      | 3 792        | 5,90         |             |             |
| | Laurent Chomard          | REC                      | REC                      | 2 067        | 3,22         |             |             |
| | Dominique Pilet          | LMR                      | DVD                      | 1 660        | 2,58         |             |             |
| | Alain Avello             | LP (UPF)                 | DSV                      | 958          | 1,49         |             |             |
| | Annie Hervo              | LO                       | DXG                      | 853          | 1,33         |             |             |
| | Ulrich Jambrin-Rozier    | PA                       | ECO                      | 671          | 1,04         |             |             |
| | Maryse Renaudin          | PB                       | REG                      | 491          | 0,76         |             |             |
| | Alexandre Moutot         | PP                       | REG                      | 262          | 0,41         |             |             |
| Votes valides                                                                                               | Votes valides            | Votes valides            | Votes valides            | 64 286       | 97,68        | 59 533      | 92,53       |
| Votes blancs                                                                                                | Votes blancs             | Votes blancs             | Votes blancs             | 1 120        | 1,70         | 3 311       | 5,15        |
| Votes nuls                                                                                                  | Votes nuls               | Votes nuls               | Votes nuls               | 410          | 0,62         | 1 197       | 2,33        |
| Total | Total                    | Total                    | Total                    | 65 816       | 100          | 64 341      | 100         |
| Abstention                                                                                                  | Abstention               | Abstention               | Abstention               | 64 111       | 49,34        | 65 589      | 50,48       |
| Inscrits / participation                                                                                    | Inscrits / participation | Inscrits / participation | Inscrits / participation | 129 927      | 50,66        | 129 930     | 50,48       |

#### Élections de 2024
| Candidat                 | Candidat                 | Parti et coalition       | Nuances                  | Premier tour | Premier tour | Second tour | Second tour |
| Candidat                 | Candidat                 | Parti et coalition       | Nuances                  | Voix         | %            | Voix        | %           |
| ------------------------ | ------------------------ | ------------------------ | ------------------------ | ------------ | ------------ | ----------- | ----------- |
|                          | Jean-Michel Brard        | DVD                      | DVD                      | 29 952       | 32,63        | 56 024      | 62,86       |
|                          | Bastian Maldiney         | RN                       | RN                       | 29 841       | 32,51        | 33 106      | 37,14       |
|                          | Hélène Macon             | LFI (NFP)                | NFP                      | 24 197       | 26,36        | Retrait     | Retrait     |
|                          | Annie Le Gal La Salle    | UE                       | ECO                      | 2 713        | 2,96         |             |             |
|                          | Aurore Papot             | SE                       | SE                       | 1 636        | 1,78         |             |             |
|                          | Laurent Chomard          | REC                      | EXD                      | 1 209        | 1,32         |             |             |
|                          | Annie Hervo              | LO                       | EXG                      | 1 134        | 1,24         |             |             |
|                          | Yannis Bizien            | PB (PU)                  | REG                      | 1 122        | 1,22         |             |             |
|                          |                          |                          |                          |              |              |             |             |
| Suffrages exprimés       | Suffrages exprimés       | Suffrages exprimés       | Suffrages exprimés       | 91 804       | 97,02        | 89 130      | 94,44       |
| Votes blancs             | Votes blancs             | Votes blancs             | Votes blancs             | 1 943        | 2,05         | 4 045       | 4,29        |
| Votes nuls               | Votes nuls               | Votes nuls               | Votes nuls               | 875          | 0,92         | 1 207       | 1,28        |
| Total                    | Total                    | Total                    | Total                    | 94 622       | 100          | 94 382      | 100         |
| Abstention               | Abstention               | Abstention               | Abstention               | 38 045       | 28,68        | 38 285      | 28,86       |
| Inscrits / participation | Inscrits / participation | Inscrits / participation | Inscrits / participation | 132 667      | 71,32        | 132 667     | 71,14       |

#### Département de la Loire-Atlantique
- La fiche de l'INSEE de cette circonscription : « Tableaux et Analyses de la neuvième circonscription de la Loire-Atlantique » [PDF], sur insee.fr, site de l'Institut national de la statistique et des études économiques (consulté le 10 juin 2007).
- « Tous les députés du département de la Loire-Atlantique depuis 1789 », sur assemblee-nationale.fr, site de l'Assemblée nationale française (consulté le 10 juin 2007).
- « Informations contentieuses sur le département de la Loire-Atlantique (Élections législatives de 2002) »(Archive.org • Wikiwix • Archive.is • Google • Que faire ?), sur conseil-constitutionnel.fr, site du Conseil constitutionnel (consulté le 13 juin 2007).

#### Circonscriptions en France
- « Carte des circonscriptions législatives en France », sur assemblee-nationale.fr, site de l'Assemblée nationale française (consulté le 10 juin 2007).
- « Résultats électoraux officiels en France »(Archive.org • Wikiwix • Archive.is • Google • Que faire ?), sur interieur.gouv.fr, site du ministère de l'Intérieur (France) (consulté le 13 juin 2007).
- Description et Atlas des circonscriptions électorales françaises sur http://www.atlaspol.com, Atlaspol, site de cartographie géopolitique, consulté le 13 juin 2007.